# 윤원진
윤원진(尹元振, 1971년 10월 2일 ~ )은 대한민국의 은퇴한 펜싱 선수로 주 종목은 에페이다. 1994년 그리스 아테네에서 열린 세계 선수권 대회에서 이상기, 이상엽, 구교동과 함께 에페 단체전 동메달을 획득하였다. 이는 대한민국 최초의 세계 펜싱 선수권 대회 메달이다.